# Ovtjaritsa
Ovtjaritsa (bulgariska: Овчарица) är ett vattendrag i Bulgarien.   Det ligger i regionen Stara Zagora, i den centrala delen av landet, 220 km öster om huvudstaden Sofia.
Trakten runt Ovtjaritsa består till största delen av jordbruksmark. Runt Ovtjaritsa är det ganska glesbefolkat, med 40 invånare per kvadratkilometer.